# 徳澤青弦
徳澤 青弦（とくざわ せいげん、Seigen Tokuzawa、1976年12月14日 - ）は、日本のチェリスト・作曲家・編曲家。

## 経歴
東京都出身。anonymass、UooB、Throwing a Spoonのメンバー。
チェリストとしてさまざまなアーティストとレコーディングやライヴサポートを中心に活動。2009年よりさだまさしコンサートツアーに参加。
小林賢太郎の舞台音楽制作に携わり、自身の名義でアルバムをリリース。2011-2012年、2015-2016年、2019-2020年には小林賢太郎演劇作品『うるう』の音楽・チェロ演奏を担当。
2015年フジテレビ（FNN）「こんやのニュース」「あしたのニュース」NHK「ドキュメント72時間」等に楽曲提供。2018年、小島淳二監督の映画『形のない骨』の音楽を担当。。
映画『君の名は。』『天気の子』のオーケストレーションに携わる。2016年「ALMA MUSIC BOX:死にゆく星の旋律コンサートwith 京都市交響楽団」、2017年「京都音楽博覧会」「君の名は。オーケストラコンサート」のいずれもオーケストラ編曲で好評を博した。
Nintendo Switchソフト『スプラトゥーン2』『スプラトゥーン3』ではアーティスト「ω-3」のチェロ演奏を担当。
Eテレ『ムジカ・ピッコリーノ』にゴーシュ役として出演。

## ディスコグラフィ

### ソロ・アルバム
- ラーメンズサントラ Vol.1（2007年、POPGROUP Recordings）
- ポツネンの音楽（2008年、POPGROUP）
- ポツネンの音楽その2　～DROP&SPOT～（2011年、ポニーキャニオン）
- カジャラの音楽（2017年、ポニーキャニオン）
- カジャラの音楽その2（2019年2月20日、ポニーキャニオン）
- うるうの音（2020年5月27日、ポニーキャニオン）

### バンド・ユニット
- Throwing a Spoon - 「awakening」（2014年2月9日）※トウヤマタケオとのユニット
- V.A. - 『Music for a Dying Star - ALMA MUSIC BOX x 11 artists』（2015年9月30日）※Throwing a Spoonでの参加作品。
- Throwing a Spoon - 『Bored to Death』（2019年4月17日）
- 徳澤青弦&林正樹 - 『Drift』（2020年3月4日）

### コンピレーション
- Yukinori Tokoro One Second Compilation （2010年、noisix Recordings） 「重なる気圧」収録
- GRAN TURISMO 5 ORIGINAL GAME SOUNDTRACK （2010年、ヴィレッジレコーズ） 「CECILE」「EVE」収録
- moss（2011年、cote labo）「tsugi hug e」収録

## 作品

### 舞台
出典
- ラーメンズ第9回公演『鯨』 （2001年）
- ラーメンズ特別公演『零の箱式』 （2001年）
- ラーメンズ第10回公演『雀』 （2001-2002年）
- ラーメンズ第11回公演『CHERRY BLOSSOM FRONT345』 （2002年）
- K.K.P.『 good day house 』 （2002年）
- ラーメンズ第12回公演『ATOM』 （2002-2003年）
- ラーメンズ第13回公演『CLASSIC』 （2003年）
- ラーメンズ第14回公演『STUDY』 （2003-2004年）
- ラーメンズ第15回公演『アリス』 （2003年）
- Kentaro Kobayashi  Solo Conte Live 『ポツネン』 （2005年）
- Kentaro Kobayashi Live Potsunen 2006『 ○ maru 』 （2006年）
- ラーメンズ第16回公演『TEXT』 （2007年）
- Kentaro Kobayashi Solo Performance Live Potsunen 2008『 DROP 』 （2008年）
- ラーメンズ第17回公演『TOWER』 （2009年）
- 『ポツネン氏の庭 ～The spot garden of Mr.Potsunen～』 （2010年）
- LIVE POTSUNEN 2010『SPOT』 （2010年）
- K.K.P.『ロールシャッハ』（2010年）
- LIVE POTSUNEN 2011 『THE SPOT』 （2011年）
- K.K.P.『うるう』 （2011-2012年）
- LIVE POTSUNEN 2012 『P』 （2012年）
- LIVE POTSUNEN 2013『P＋』 （2013年）
- K.K.P.『振り子とチーズケーキ』 （2013-2014年）
- K.K.P.『ノケモノノケモノ』 （2014年）
- KENTARO KOBAYASHI SOLO PERFORMANCE『ポツネン氏の奇妙で平凡な日々』 （2014-2015年）
- カジャラ『大人たるもの』 （2016年）
- カジャラ＃2 『裸の王様』 （2017年）
- カジャラ＃3 『働けど働けど』 （2018年）
- カジャラ＃4 『怪獣たちの宴』 （2019年）

### 映画
- 『形のない骨』（2018年）
- 『ただの夏の日の話』（2021年）
- 『あこがれの色彩』（2022年）
- 『君の忘れ方』（2025年）-平井真美子との共作

### テレビ番組
- フジテレビ「LIVE 2014 ニュースJAPAN」（2014年）
- フジテレビ「こんやのニュース」（2015年）
- フジテレビ「あしたのニュース」（2015年）
- NHK総合「ドキュメント72時間」（2015年）

### その他作品
- 海上自衛隊iPhoneアプリ「SALUTE TRAINER～敬礼訓練プログラム～ 」（2010年）
- NAMIKIBASHI「Quartetto」（2010年）
- 所幸則　プロモーションビデオ （2014年）
- PrimeSeat『DSDブンガク』 テーマ音楽 （2016年）
- 所幸則個展「うさぎガールと黒縁眼鏡」 （2017年）
- JT「心彩るひととき」コンセプトムービー（2020年）
- 第32回オリンピック競技大会（2021年）
  - 開会式 音楽「点と線」
  - 閉会式 音楽
- ヒノキヤグループ「Z空調　全館空調だな篇」TVCM（2022年）
- 『機動戦士Gundam GQuuuuuuX』オリジナルサウンドトラック - 「決意のゆくさき(I_037A)」(2025年)

## 主な参加作品
2001年
- world's end girlfriend - 『Farewell Kingdom』（11月25日）

2002年
- Nathalie Wise - 『Nathalie Wise』（1月23日）
- 一ノ瀬響 - 『よろこびの機械』（1月25日）
- World Standard（鈴木惣一朗） - 『Jump for Joy -Discover America Series Vol.3』（4月3日）
- ヲノサトル - 『String Quartet』（4月26日）
- 半野喜弘 - 『sulpice Music on Canvas #3』（7月20日
- キセル - 「ギンヤンマ」（9月12日）
- world's end girlfriend - 「dream's end com true」 （12月5日）
- 山下久美子 -「オーロラ」（11月27日)

2003年
- SMOOTH ACE - 「INTRODUCING」（4月16日）
- Nathalie Wise -『film,silence』（5月30日）
- Gutevolk - 「suomi」（8月4日）
- SMOOTH ACE - 『IN THE MOVIE』（9月10日）
- 半野喜弘 -『リド』（10月22日）
- 忌野清志郎 -『KING』（11月19日）
- さねよしいさ子 -「夜光林」（12月10日）

2004年
- 高野寛 -『確かな光』（1月15日）
- ハナレグミ -『日々のあわ』（1月21日）
- mihimaru GT -『帰ろう歌』（4月28日）
- naomi & goro -『BON BON』（8月18日）
- Natalie Wise -『raise Hands high』（9月2日）
- 湯川潮音 -『逆上がりの国』（9月2日）
- つじあやの -『COVER GIRL』（9月24日）
- World Standard（鈴木惣一朗） -『雪花石膏-ALABASTER-』（10月27日）
- Gutevolk - 『Twinkle』（12月22日）

2005年
- 半野喜弘 -『Angelus』（5月25日）
- 永積タカシ、クラムボン、Natalie Wise - 『サヨナラCOLOR～映画のためのうたと音楽～』（8月6日）

2006年
- メレンゲ - 『星の出来事』（4月5日）
- Dois Mapas - 『極東組曲』（4月24日）
- 伊藤ゴロー - 『「雪に願うこと」オリジナル・サウンドトラック』（5月12日）
- MOOSE HILL - 「desert house」（10月4日）
- 菊地成孔とぺぺ・トルメント・アスカラール - 『野生の思考』（10月10日）
- ASA-CHANG & ブルーハッツ - 『真冬の夜のブルーハッツ』（11月22日）

2007年
- 湯川潮音 - 『雪のワルツ』（1月31日）
- world's end girlfriend - 『Hurtbreak Wonderland』（3月23日）
- 木根尚登 - 『道』（4月4日）
- Piana - 『Eternal Castle』（6月8日）
- Liz Carlisle - 『The Water Is Wide』（6月21日）
- コトリンゴ - 『songs in the birdcage』（6月27日）
- 小山絵里奈 - 『VIVIDROP』（6月27日）
- ASIA SunRise - 『原色』（7月18日）
- HALCALI - 『サイボーグ俺達』（7月18日）
- 中納良恵 - 『ソレイユ』（9月26日）
- 畠山美由紀 with ASA-CHANG & ブルーハッツ - 『わたしのうた』（10月3日）
- 伊田恵美 - 『月の明り-ファイナルファンタジーIV 愛のテーマ-』（12月5日）

2008年
- コトリンゴ - 『nemurugirl』（1月23日）

- CHEMISTRY - 『Life goes on ～side D～』（8月20日）
- コトリンゴ - 『Sweet Nest』（9月8日）
- 菊地成孔とぺぺ・トルメント・アスカラール - 『記憶喪失学』（10月29日）
- 坂本美雨 - 『Zoy』（11月5日）
- J-Min - 『The Singer』（11月19日）
- 原田知世 - 『music & me』（11月28日）
- 『レイトン教授と悪魔の箱 オリジナル・サウンドトラック』（12月24日）
- 『レイトン教授と不思議な町 オリジナル・サウンドトラック』（12月24日）

2009年
- ハナレグミ - 「光と影」（5月27日）
- ともさかりえ - 『トリドリ。』（2009年6月24日）
- コトリンゴ - 『trick & tweet』（9月16日）
- V.A. - 『深夜高速 -生きててよかったの集い-』（9月16日）
- world’s end girlfriend - 『「空気人形 」O.S.T.』（9月25日）
- 高野寛 - 『Rainbow Magic』（10月7日）
- 菊地成孔とペペ・トルメント・アスカラール - 『New York Hell Sonic Ballet』（10月28日）
- 武藤昭平 - 「ワインレッドの心/リコ」（12月23日）

2010年
- さかいゆう - 「まなざし☆デイドリーム」（2月3日）
- 扇谷一穂 - 『たくさんのまばたき』（4月28日）
- クラムボン - 『2010』（5月19日）
- 土岐麻子 - 『乱反射ガール』（5月26日）
- HALCALI - 『TOKYO GROOVE』（5月26日）
- 南波志帆 - 『ごめんね、私。』（6月23日）
- 岡本定義 - 『ファンタジスタ』（7月7日）
- 持田香織 - 『NIU』（8月25日）
- コトリンゴ - 『picnic album 1』（9月22日）
- 伊藤ゴロー - 『Cloud Happiness』（9月29日）
- 中島ノブユキ - 『メランコリア』（10月6日）
- ふくろうず - 『ごめんね』（10月6日）
- 吉田靖 - 『Grateful Goodbye』（12月4日）
- コトリンゴ - 『くまのがっこう～ジャッキーとケイティ」オリジナル・ソングブック』（12月8日）
- 安藤正容 - 『GRAN TURISMO 5 ORIGINAL GAME SOUNDTRACK』（12月22日）

2011年
- 毛皮のマリーズ - 『ティン・パン・アレイ』（1月19日）
- mito - 『DAWNS』（5月19日）
- mito from クラムボン、きだしゅんすけ - 『マイ・バック・ページ オリジナル・サウンドトラック』（6月8日）
- V.A. -  『NieR Tribute Album -echo-』（9月14日）
- the HIATUS - 『A World Of Pandemonium』（11月23日）
- V.A. - 『We "hub" music! Vol.01-04 (Live)』（11月23日）
- aspidistrafly - 『A Little Fable』（12月15日）

2012年
- コトリンゴ - 『La memoire de mon bandwagon』（3月14日）
- 木村カエラ - 「Sun shower」（10月24日）
- 宇宙まお - 『ワンダーポップ』（11月7日）

2013年
- 笹川美和 - 『都会の灯』（1月16日）
- 浜崎あゆみ - 『LOVE again』（2月8日）
- the HIATUS - 『The Afterglow Tour 2012』（5月22日）
- 坂本美雨 - 『miusic ～The best of 1997-2012～』（6月26日）
- Polaris - 『色彩』（10月2日）
- 湯川潮音 - 『濡れない音符』（11月6日）
- tico moon - 「はじまりの鐘」（11月27日）
- 湯川潮音 - 『Shione Yukawa "chime" for Christmas』（12月25日）

2014年
- 太田裕美 - 『tutumikko』（4月2日）
- 湯川潮音 - 『11 years 11 places tour LIVE 2014 - official bootleg』（4月23日）
- tonco - 『綴り描く』（7月2日）
- ヒラセドユウキ - 『monochrome』（10月8日）
- グッドモーニングアメリカ - 『inトーキョーシティ』（10月22日）
- 田中茉裕 - 『I'm Here』（11月12日）
- 三浦大知 - 「ふれあうだけで 〜Always with you〜/IT'S THE RIGHT TIME」（12月3日）

2015年
- 石井里佳 - 「鎮恋歌」（1月14日）
- 中納良恵 - 『窓景』（1月14日）
- ハイスイノナサ - 「変身」（3月11日）
- RADWIMPS - 「あいとわ」（3月11日）
- クラムボン - 『triology』（3月25日）
- 高田漣 - 『コーヒーブルース～高田渡を歌う～』（4月15日）
- コトリンゴ - 『Edible melodies～TVアニメ「幸腹グラフィティ」オリジナルサウンドトラック～』（3月25日）
- 湯川潮音 - 『セロファンの空』（5月2日）- 1.「....」作曲
- PIZZICATO ONE（小西康陽）『わたくしの二十世紀』（6月24日）
- 森山公一 - 『Record!』（6月24日）
- 林正樹 - 『Pendulum』（9月2日）
- mito（クラムボン）/横山克『「心が叫びたがってるんだ。」 オリジナルサウンドトラック』（9月16日）
- ムジカ・ピッコリーノ メロトロン号の仲間たち - 『ムジカ・ピッコリーノ メロトロン号の仲間たち』（11月25日）
- V.A. - 『globe20th -SPECIAL COVER BEST-』（12月16日）

2016年
- スカート - 『CALL』（4月20日）
- LUCKY TAPES - 『Cigarette & Alcohol』（7月6日）
- カーネーション - 『Multimodal Sentiment』（7月13日）
- RADWIMPS - 『君の名は。』（8月24日）
- 吉田靖 - 『Heavenly Me Last Days』（9月4日）
- ムジカ・ピッコリーノ メロトロン号の仲間たち - 『ムジカ・ピッコリーノ Mr.グレープフルーツのブートラジオ』（9月21日）
- 玉城ちはる - 「千年物語」（10月15日）
- コトリンゴ - 『劇場アニメ「この世界の片隅に」オリジナルサウンドトラック』（11月9日）

2017年
- ゲーム実況者わくわくバンド - 『わくわくフルデイズ』（3月22日）
- sione（湯川潮音） - 『ode』（4月15日）
- 平原綾香 - 「LOVE 2」（4月26日）
- 木村カエラ - 「HOLIDAYS」（5月10日）
- RADWIMPS - 「サイハテアイニ/洗脳」（5月10日）
- 南條愛乃 feat. やなぎなぎ - 「一切は物語」（5月17日）
- toi toy toi - 「Chant」（5月24日）
- クラムボン - 『モメント e.p. 2』（6月1日）
- 宮良牧子 - 『シチヌウムイデ』（7月5日）
- Chara - 『Sympathy』（7月19日）
- illion - 『P.Y.L [Deluxe Edition]』（7月26日）
- キツネの嫁入り - 『ある日気がつく、同じ顔の奴ら』（9月20日）
- くるり - 「How Can I Do?」（9月20日）
- 中島美嘉 - 『ROOTS～Piano ＆ Voice～』（8月9日）
- カーネーション - 『Suburban Baroque』（9月13日）
- Hi-STANDARD - 『The Gift』（10月4日）
- ムジカ・ピッコリーノ、アポロンファイブ - 『ムジカ・ピッコリーノ アポロンファイブの挑戦』（11月1日）
- コトリンゴ - 『雨の箱庭』（11月8日）
- イノトモ - 『森と声』（11月22日）
- YURiKA - 『鏡面の波』（12月6日）

2018年
- SILENT POETS - 「dawn」（2月7日）
- 東行 - 『MODERN TIMERS』（4月18日）
- THE BEATNIKS - 『EXITENTIALIST A XIE XIE』（5月9日）
- 桑原あい ザ・プロジェクト - 『To The End Of This World』（8月22日）
- くるり - 『ソングライン』 （9月19日）
- Akira Ogawa - 『On [穏]』（10月14日）
- TWEEDEES - 「DELICIOUS.」 （10月31日）
- コトリンゴ - 『Slow LIVE at HONMONJI ~箱庭でピチカート~』（11月3日）
- Akeboshi - 『鈴木家の嘘 Original Soundtrack』（11月16日）
- 福岡史朗+2STONE - 『KINGWONDA NUGWWONDA IA KIKELE』（12月23日）

2019年
- Aimer - 『Penny Rain』（4月10日）
- 関取花 - 『逆上がりの向こうがわ』（5月8日）
- さだまさし - 『新自分風土記 I ～望郷篇～』（5月15日）
- さだまさし- 『新自分風土記 Ⅱ～まほろば篇～』（5月15日）
- コトリンゴ  - 『同居人はひざ、時々、頭のうえ。　オリジナル・サウンドトラック』（5月31日）
- スカート - 『トワイライト』（6月19日）
- 蓮沼執太 - 『CHANCE feat.中村佳穂』（6月26日）
- Akeboshi - 『a little boy』（6月27日）
- RADWIMPS - 『天気の子』（7月19日）
- 相対性理論 - 『調べる相対性理論』（7月24日）
- V.A. - 『SPLATOON2 LIVE IN MAKUHARI -テンタライブ- 』（7月24日）
- KAT-TUN - 『IGNITE』（7月31日）
- コトリンゴ  - 『長閑の庭』（8月7日）
- なかにしりく -『beautiful cracks』（10月1日）
- 上白石萌音 - 「一縷」（10月14日）
- ROTH BART BARON - 『けものたちの名前』（11月20日）
- RADWIMPS - 『天気の子 complete version』（11月27日）
- 坂本真綾 -『今日だけの音楽』（11月27日）
- SILENT POETS -『Almost nothing (feat. Okay Kaya) [『DEATH STRANDING』エンディングソング]』（12月2日）
- tonco -『The Nosegay』（12月4日）
- butaji - 『中央線』（12月18日）
- コトリンゴ -『「この世界の片隅に」さらにいくつものサウンドトラック』（12月18日）
- コトリンゴ -『小鳥観察 Kotringo Best』（12月18日）

2020年
- V.A. －『PARADE III〜RESPECTIVE TRACKS OF BUCK-TICK〜』（1月29日）

- 坂口有望  - 『shiny land』（2月19日）
- Ryu Matsuyama - 『Borderland』（4月29日）
- ゲスの極み乙女。 -『ストリーミング、CD、レコード』（6月17日）
- indigo la End -「夜漁り」（6月18日）
- indigo la End -「夜風とハヤブサ」（8月9日）
- OYAMA YUTAKA -「obi」（8月12日）
- 渡邊琢磨、Félicia Atkinson、Akira Rabelais -『『まだここにいる』 original soundtrack recomposed』（8月21日）
- 小山豊 -『obi』 （8月12日）
- RADWIMPS -『夏のせい ep』（9月2日）
- OSAMU SATO (佐藤理) - 『TRANSFORMED COLLECTION』（10月21日）
- ジェニーハイ「コクーンさん」（11月13日）
- indigo la End -「フラれてみたんだよ」（11月20日）
- イノトモ -『丘の向こう』（11月21日）

2021年
- 大原櫻子 - 『STARTLINE』（2月10日）
- 林正樹 - 『すばらしき世界　オリジナル サウンドトラック』（2月10日）
- YUI - 『NATURAL』（2月24日）
- 大原櫻子 - 『l』（3月3日）
- RADWIMPS -『2+0+2+1+3+1+1= 10 years 10 songs』（3月11日）
- Gutevolk - 『Cover Syndrome -洋楽篇-』（3月31日）
- 渡邊琢磨 - 『ラストアフターヌーン』（5月14日）
- Rie Nemoto- 『小さな灯りと鉛筆で描いた線と』（6月25日）
- 美波 - 『DROP』（7月21日）
- 上田麗奈 - 『Nebula』（8月18日）
- ジェニーハイ - 『ジェニースター』（9月1日）
- 坂本美雨 - 『birds fly』（10月20日）
- 長谷川白紙 - 「ユニ」（10月22日）
- さだまさし - 『アオハル 49.69』（10月27日）
- RADWIMPS -『FOREVER DAZE』（11月23日）

2022年
- つじあやの - 『HELLOWOMAN』（1月6日）
- イノトモ - 『終わりとはじまり』（1月23日）
- Anonymouz -「Unbreak」（2月22日）
- iri - 『neon』（2月23日）
- RADWIMPS -『余命10年 ～オリジナルサウンドトラック～』（3月4日）
- indigo la End - 『春は溶けて』（3月18日）
- ROTH BART BARON -『My small Land(Original Motion Picture Soundtrack)』（4月27日）
- 浦島坂田船 -  『Toni9ht』（7月6日）
- Hana Hope - 『きみはもうひとりじゃない』（11月3日）
- ROTH BART BARON -『HOWL』（11月8日）
- ジェニーハイ - 『PEAKY』（11月11日）
- RADWIMPS with 陣内一真 - 『すずめの戸締まり』（11月11日）
- 明星/Akeboshi - 『長崎の郵便配達 オリジナルサウンドトラック』（11月13日）
- コトリンゴ  - 『母性 オリジナルサウンドトラック』（11月15日）
- SADFRANK - 『Quai』（11月16日）
- Eve - 『白雪』（12月1日）
- 木村カエラ - 『MAGNETIC』（12月14日）

2023年
- ジャニーズWEST - 『POWER』（3月1日）
- ズーカラデル - 『ACTA』（3月8日）
- 井上芳雄 - 『Greenville』（3月22日）
- 美波 - 『LOSE LOOSE Day』（3月22日）
- 琴音 - 『君にEP』（4月19日） - 3.「波と海」作・編曲
- V.A. - 『Splatoon3 ORIGINAL SOUNDTRACK -Splatune3-』（4月26日）
- 平井真美子 - 『NHK 4Kドラマ「満天のゴール」オリジナル・サウンドトラック』（5月17日）
- 楠木ともり - 『PRESENCE / ABSENCE』（5月24日）
- しらいしりょうこ - 『JOURNEY』（5月31日）
- 権藤知彦 - 『A Song without Words Vol.1』
- さだ工務店 - 『さだ工務店』（6月14日）
- 香田悠真 - 『Scroll (映画「スクロール」オリジナル・サウンドトラック)』（9月6日）
- Marie Sion - 『Amy goes (feat.Takashi Kobayashi)』（9月20日）
- 長谷川白紙 - 『Wonderful Christmastime』（11月1日）

2024年
- コトリンゴ - 『小鳥 mini 百景 kotringo Works』（1月10日）
- iri - 「hug」（1月24日）
- haruka nakamura『NHK土曜ドラマ - 「ひきこもり先生シーズン2」Original Soundtrack』（4月3日）
- V.A.  - 『TM NETWORK TRIBUTE ALBUM -40th CELEBRATION-』（5月15日）
- 初星学園  - 「Luna say maybe」（5月16日）
- ゲスの極み乙女。 -『ディスコの卵』（5月22日）
- 高木正勝 - 『「キッチンから花束を」 オリジナル・サウンドトラック』（5月31日）
- haruka nakamura - 『劇場アニメ ルックバック オリジナルサウンドトラック』（6月28日）
- コトリンゴ - 『映画「先生の白い嘘」オリジナル・サウンドトラック』（7月3日）
- toe - 『NOW I SEE THE LIGHT』（7月10日）
- キヨ - 『オッドストーリー』（10月21日）
- Tainaka Sachi - 「hear」(10月23日)
- Mouse on the keys - 『midnight』（11月1日）
- 畠山美由紀『Travelin' Light』（12月18日）

2025年
- ヒグチアイ - 『雨が満ちれば』（1月15日）
- 網森将平 - 映画『サンセット・サンライズ』オリジナル・サウンドトラック（1月15日）
- 沢田完 - テレビ朝日開局65周年ドラマプレミアム「終りに見た街」オリジナル・サウンドトラック（2月26日）
- 礼賛 - 『SOME BUDDY』（2月26日）
- あいみょん - 『 スケッチ / 君の夢を聞きながら、僕は笑えるアイデアを！』（3月5日）
- Rie Nemoto - 『言葉をもたない歌』（3月7日)
- 照井順政 - 「欲しいものすべて(T-001)」（5月1日）
- SILENT POETS - 『HOPE』（6月25日）